# Joseph von Schmauß
Joseph Schmauß, seit 1915 Ritter von Schmauß (* 25. Mai 1863 in Göllheim; † 18. Juni 1932 in München) war ein bayerischer Generalleutnant.

## Leben

### Herkunft
Joseph war ein Sohn des Regierungs- und Kreismedizinalrates Gottfried Schmauß (1829–1877) und dessen Ehefrau Maria, geborene Kremer. Sein Großvater war der bayerische Oberst und Festungsbaumeister Friedrich von Schmauß (1792–1846).

### Militärkarriere
Nach dem Besuch eines Humanistischen Gymnasiums trat Schmauß am 21. September 1881 als Offizieranwärter in das 3. Infanterie-Regiment „Prinz Karl von Bayern“ der Bayerischen Armee ein und avancierte Ende Dezember 1883 zum Sekondeleutnant. Ab Oktober 1891 absolvierte er für drei Jahre die Kriegsakademie, die ihm die Qualifikation für die Höhere Adjutantur aussprach. Als Premierleutnant und Lehrkursoffizier war Schmauß ab Oktober 1895 auf ein Jahr zur Luftschifferabteilung nach München kommandiert. 1898 stieg er zum Hauptmann und Kompaniechef auf. Mitte Mai 1905 folgte seine Versetzung als Adjutant der 6. Division nach Regensburg und in dieser Stellung wurde er Ende August 1905 Major. Mit der Ernennung zum Kommandeur des I. Bataillons in seinem Stammregiment trat Schmauß am 8. März 1907 in den Truppendienst zurück, wurde Ende Oktober 1909 zum Oberstleutnant befördert und rückte am 24. Januar 1910 zum etatsmäßigen Stabsoffizier auf. Als Oberst war er vom 22. Juni 1912 bis zum 19. September 1913 Kommandeur des 16. Infanterie-Regiments „Großherzog Ferdinand von Toskana“ in Passau. Anschließend wurde Schmauß mit Pension zur Disposition gestellt.
Mit Ausbruch des Ersten Weltkriegs wurde Schmauß als z.D.-Offizier wiederverwendet und war zunächst als Kommandeur des Festungs-Infanterie-Regiments 5 sowie Kommandant der Kernfestung Germersheim tätig. Am 25. März 1915 erhielt er das Kommando über das Reserve-Infanterie-Regiment 12, mit dem er an den Kämpfen an der Westfront in Frankreich teilnahm. Am 10. April 1915 wurde ihm der Charakter als Generalmajor verliehen. Während der Frühjahrsschlacht von La Bassée-Arras gelang es ihm vom 9. bis zum 12. Mai die feindlichen Angriffe auf die strategisch wichtige Telegraphenhöhe bei Thélus abzuwehren und seine Stellungen zu halten. Dafür wurde er durch König Ludwig III. mit dem Ritterkreuz des Militär-Max-Joseph-Ordens beliehen. Damit verbunden war die Erhebung in den persönlichen Adelsstand und er durfte sich mit der Eintragung in die Adelsmatrikel „Ritter von Schmauß“ nennen.
Am 16. Dezember 1915 gab er das Kommando über sein Regiment an Oberstleutnant Weißenberger ab und übernahm die 1. Reserve-Infanterie-Brigade, mit der er an den Stellungskämpfen im Artois teilnahm. In dieser Eigenschaft wurde Schmauß am 26. Februar 1916 das Patent zu seinem Dienstgrad als Generalmajor verliehen und am 1. August 1916 zum Kommandeur der 11. Reserve-Infanterie-Brigade ernannt. Von Mitte August bis Anfang September beteiligte er sich an der Schlacht an der Somme, lag anschließend in Stellungskämpfen an der Aisne und ab Ende November an der Somme. Von Januar bis März 1917 wurde seine Brigade aus der Front gezogen und im Etappengebiet der Heeresgruppe „Kronprinz Rupprecht“ eingesetzt. Danach lag die Brigade wieder in Stellungskämpfen und hatte im April die Doppelschlacht an der Aisne und in der Champagne zu bestehen. Daran schlossen sich bis Mitte Mai Kämpfe zwischen Maas und Mosel an. Seine Brigade gab Schmauß am 17. Mai 1917 an Generalmajor Luitpold Weiß-Jonak ab. Erst am 9. Oktober 1917 erhielt er mit der Ernennung zum Kommandeur der 2. Landwehr-Infanterie-Brigade eine erneute Verwendung und nahm bis Kriegsende an den Stellungskämpfen im Unterelsass teil. Für sein Wirken wurden ihm beide Klassen des Eisernen Kreuzes sowie der Stern zum Militärverdienstorden II. Klasse mit Schwertern verliehen.
Nachdem mit Kriegsende seine Mobilmachungsbestimmung aufgehoben worden war, erhielt er 1920 noch den Charakter als Generalleutnant.

### Familie
Schmauß hatte sich 1889 mit Bertha Reichenbach verheiratet. Aus der Ehe gingen zwei Kinder hervor.